# Меммингерберг
Ме́ммингерберг (нем. Memmingerberg) — община в Германии, в земле Бавария. 
Подчиняется административному округу Швабия. Входит в состав района Нижний Алльгой.  Население составляет 2603 человека (на 31 декабря 2010 года). Занимает площадь 6,09 км².